# Victormobile Company
Victormobile Company war ein US-amerikanischer Hersteller von Automobilen.

## Unternehmensgeschichte
Gustav Anderson, H. K. Clover, F. E. Coulter und W. O. Henry gründeten 1900 das Unternehmen in Omaha in Nebraska. Im gleichen Jahr begann die Produktion von Automobilen. Der Markenname lautete Victormobile. Im Januar 1901 berichtete The Motor Vehicle Review, dass unter guten Umständen drei Fahrzeuge pro Woche entstehen könnten. Noch 1901 endete die Produktion.

## Fahrzeuge
Im Angebot standen ausschließlich Dampfwagen. Sie hatten einen Dampfmotor mit 5,5 PS Leistung. Die Höchstgeschwindigkeit war mit 40 km/h angegeben.